# Kościół św. Jana Chrzciciela w Proszowicach
Kościół parafialny pw. NMP i św. Jana Chrzciciela w Proszowicach – polski rzymskokatolicki kościół parafialny znajdujący się w mieście Proszowice (gmina Proszowice), województwo małopolskie.

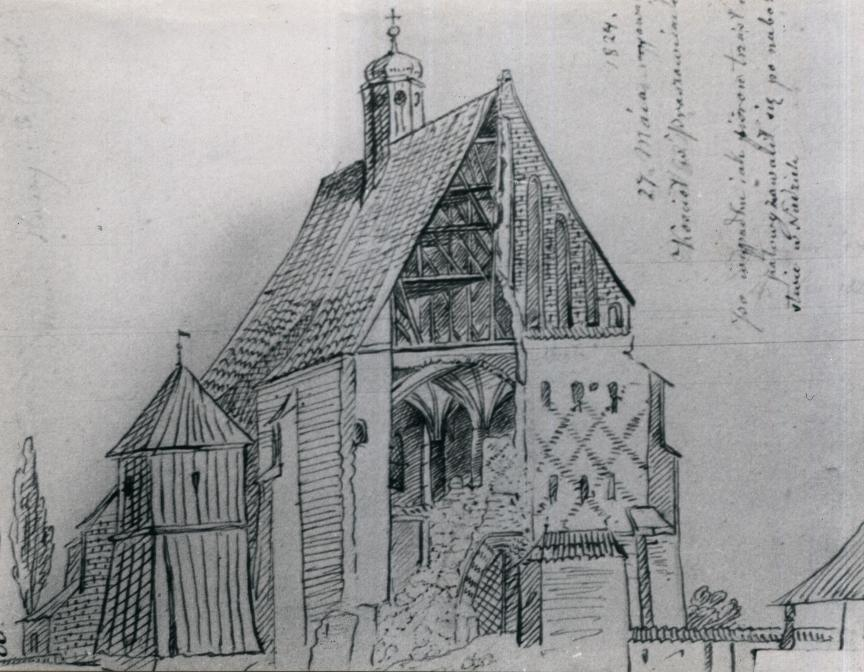
Kościół po zawaleniu się fasady zachodniej w 1824 r.

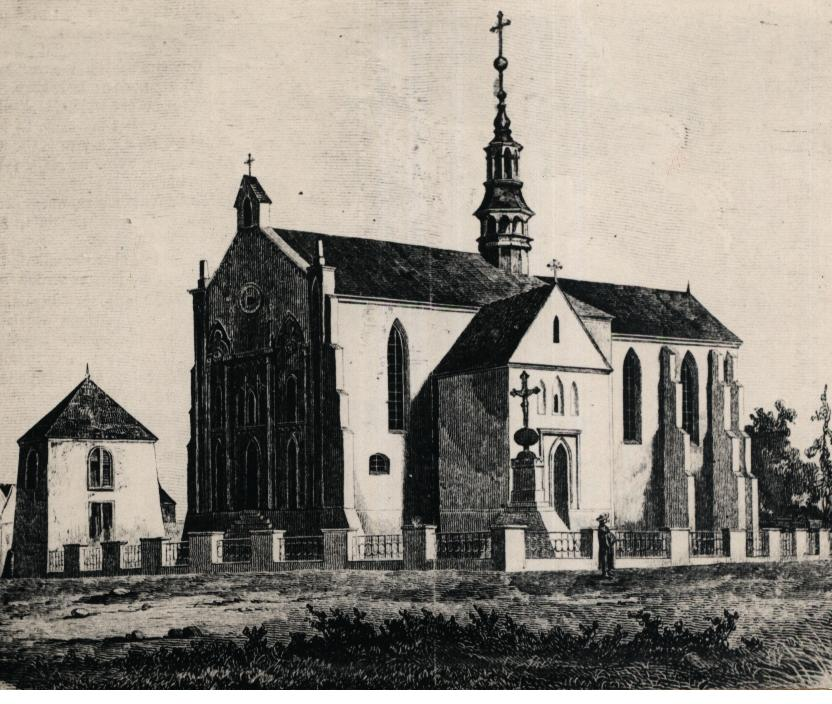
Kościół parafialny pw. św. Jana Chrzciciela, 1867 r.

## Parafia
Parafia Wniebowzięcia Najświętszej Maryi Panny w Proszowicach należy do dekanatu proszowickiego, diecezji kieleckiej, metropolii krakowskiej. Do parafii należy ok. 10500 wiernych z Proszowic i kilku pobliskich wsi: Gniazdowice, Górka Stogniowska, Górka Jaklińska, Jakubowice, Jazdowiczki, Kowary, Łaganów, Makocice, Opatkowice, Stogniowice, Szczytniki, Szklana.

## Historia kościoła
Obecny kościół jest trzecią, na tym samym miejscu, świątynią parafialną miasta. W połowie XIII wieku powstała parafia i kościół, zapewne drewniany (są sugestie, że mógł być to kościół murowany, obronny, romański), za czasów Bolesława V Wstydliwego. Pomiędzy 1306 a 1308 rokiem budynek został zniszczony przez wojska biskupa krakowskiego Jan Muskata podczas wojny domowej w Małopolsce, która toczyła się pomiędzy biskupem, stronnikiem króla Czech, a Władysławem I Łokietkiem późniejszym królem Polski. Szybko został odbudowany, gdyż wzmiankowany był w latach 1325–1327 w rejestrze świętopietrza, też był to kościół drewniany i nieduży. Nie wiadomo, czy przetrwał pożar miasta w 1407 roku. Pewne jest, że był czynny w 2 dekadzie XV wieku, gdyż w roku 1414 i 1418 są o nim wzmianki. Co się stał z tym kościołem, nie wiadomo. Nie uległ prawdopodobnie pożarowi, ale został rozebrany ze względu na zły stan techniczny i wiek (wówczas ponad 100 lat) oraz niewystarczającą pojemność. XV wiek to rozkwit gospodarczy Proszowic i mieszkańcy mogli pozwolić sobie na budowę murowanej świątyni w stylu gotyckim, o wiele większej od poprzednich. Nowy murowany kościół czynny był już w 1453 roku, gdyż z tego roku pochodzi dokument rozsądzający spór pomiędzy Goworkiem dziedzicem Makocic a rajcami miejskimi, w sprawie rozmieszczenia w owej świątyni ołtarzy z kościoła dawnego. W swej treści mówi on jednoznacznie, że kościół w Proszowicach jest nowy i od murów wybudowany. Jan Długosz porównywał go z najpiękniejszymi świątyniami Krakowa. Najstarsze dokumenty wymieniają, że miał podwójny tytuł: Wniebowzięcia Najświętszej Maryi Panny i św. Jana Chrzciciela. Kościół parafialny w Proszowicach już w tych zamierzchłych czasach należał do znaczniejszych, większych i bogatszych na ziemi krakowskiej i w diecezji krakowskiej, co zresztą ma swoje uzasadnienie w tym, że fundatorem i zarazem jego kolatorem był król Polski. Kościół swoimi rozmiarami znacznie przewyższał potrzeby parafii. Szybko znaleziono dla niego godną funkcję, od końca XV wieku odbywają się w nim sejmiki ziemskie województwa krakowskiego, działały aż do rozbiorów. W czasie jednego z nich w 1595 roku doszło do rozlewu krwi w świątyni i musiała ona być na nowo konsekrowana. W 1550 roku król Zygmunt II August oddał kościół i parafię pod opiekę Akademii Krakowskiej. Od tej chwili aż do 1819 roku proboszczami parafii byli profesorowie tej uczelni m.in. ks. Wacław z Oświęcimia, ks. Aleksander Krzysztoporski, ks. Jakub z Ujścia (proboszczowie rzadko rezydowali w parafii, pełniąc obowiązki wobec Akademii, przebywali najczęściej w Krakowie). Na skutek rozbiorów Polski parafia weszła w skład nowo utworzonej diecezji kieleckiej, wydzielonej z dotychczasowej diecezji krakowskiej w 1805 roku. Jednak niedługo po podziale nastąpiło ponowne połączenie obydwu diecezji w diecezję kielecko-krakowską. Dopiero na przełomie 1882/1883 roku nastąpiło ostateczne rozłączenie diecezji, gdyż państwa zaborcze nie godziły się, by obszar diecezji nie pokrywały się z granicami państw. Kraków należał do zaboru austriackiego, a Proszowice, podobnie jak Kielce, do zaboru rosyjskiego. Spowodowało to oderwanie parafii proszowickiej od diecezji krakowskiej z którą była związana przez stulecia. W 1925 roku parafia, jak cała diecezja kielecka, weszła w skład metropolii krakowskiej.

## Architektura
Obecny gotycki kościół zbudowany został na planie prostokąta z wydłużonym prezbiterium od strony wschodniej, wielobocznie zamkniętym i wzmocnionym systemem szkarp przyporowych. Trójnawowy korpus halowy, orientowany. Murowany z czerwonej cegły o wzorach z zendrówek, posiada ościeże okienne i 7 portali ostrołukowych wykonanych w kamieniu. Najciekawszym portalem gotyckim z XV wieku wewnątrz kościoła jest portal prostokątny ozdobiony od góry laskowaniem, z nadprożem o wykroju w osi grzbietu zaznaczonym podwójnym profilowaniem z dwoma tarczami herbowymi umieszczonymi symetrycznie po obu stronach osi, od lewej na czerwonym polu biały orzeł, po prawej czerwona tarcza z białym pasem, drzwi w portalu XX-wieczne wykonane na wzór dawnych. Przy prezbiterium od strony północnej znajduje się kaplica św. Teresy będąca dawną zakrystią ufundowaną w 1497 roku przez Królową Elżbietę żonę Kazimierza IV Jagiellończyka. Przy niej znajduje się dawny skarbiec, zakrystia oraz kaplica św. Barbary zwana dawniej kowalską. Kruchta od południa i kaplica św. Barbary od północy posiadają gotyckie sklepienia krzyżowo-żebrowe oparte na maswerkowych wspornikach.
Załamanie gospodarcze miasta i wojny w XVII-XIX wieku miały negatywny wpływ na kościół, brakowało środków na remont. 22 maja 1824 roku w czasie gwałtowniej burzy runęła ściana szczytowa i zwaliło się gotyckie krzyżowo-żebrowe sklepienie. Cegły z walącego się kościoła zasypały do połowy Rynek. Ucierpiało też wyposażenie kościoła. Odbudowa trwała 12 lat. Kościół został skrócony o jedno przęsło (pierwotnie był wsparty na sześciu filarach, trzy przęsła). Powstała nowa neogotycka fasada. Wcześniejsza fasada sprzed roku 1824 znajdowała się w miejscu obecnej XIX-wiecznej bramy stojącej przed świątynią. Kościół sprzed katastrofy był o wiele dłuższy, a i fasada była okazalsza. W miejscu gotyckich krzyżowo-żebrowych sklepień powstał płaski sufit oparty na czterech kolumnach, zachowany do dzisiaj. Spłaszczono o ok. 5 m stromy gotycki dach. Katastrofa nastąpiła w krytycznym okresie historycznym, brakowało środków, a zapewne i inicjatywy dla uratowania budowli w jej dotychczasowej i stylowej formie. Odbudowa prowadzona do 1836 roku doprowadziła do daleko idących zmian i uproszczeń. W 1914 roku zaraz po wybuchu I wojny światowej Rosjanie, cofając się spod Krakowa, okopali się w Opatkowicach, Austriacy z Łaganowa bombardowali miasto. Pod gradem kul zwalił się kościół parafialny i spłonął niemal doszczętnie. Pozostał tylko szkielet zrujnowanych murów. W latach 20. i 30. XX wieku kościół został odbudowany. Odbudowa możliwa była jedynie dzięki staraniom właściciela wchodzących w skład parafii Jakubowic – hr. Józefa Kleszczyńskiego, który na ten cel pozyskał kredyt bankowy, poręczył spłatę pożyczki własnym majątkiem. W ten sposób kubatura kościoła w stosunku do średniowiecznego pierwowzoru zmniejszyła się o ok. 40%.

## Wnętrze
Wystrój wnętrza kościoła był bardzo bogaty, niestety do naszych czasów przetrwała tylko mała część pierwotnego wyposażenia. Można to wytłumaczyć licznymi katastrofami, którym ulegał przez wieki. W 1418 roku Wojciech Jastrzębiec, biskup krakowski, erygował ołtarz NMP i śś. Piotra i Pawła, ufundowany przez Dziersława kanonika skalbmierskiego. W 1453 roku biskup krakowski Zbigniew Oleśnicki rozstrzygnął spór między rajcami miasta a Goworkiem z Makocic co do miejsca, w którym miały być umieszczone w nowym murowanym kościele ołtarze ze starego kościoła, oraz zarządza sposób obsadzania dzwonnika. W 1496 roku król Jan I Olbracht zezwala Klemensowi Slonko, rajcy proszowskiemu, wznieść nowy ołtarz w kościele. Najstarsze szczegółowe opisy o ołtarzach spotykamy u Kazimierskiego w roku 1595, który wylicza 11 ołtarzy w kościele. Dekret z wizyty Łubieńskiego z roku 1747 wspomina ogólnie, że w kościele jest już 16 ołtarzy. Wizyta Kochańskiego z 1783 roku przyniosła opis poszczególnych ołtarzy, było ich 13 (?). W 1913 roku było 9 ołtarzy. Po zniszczeniach wojennych z 1914 roku, większa część wyposażenia kościoła uległa zniszczeniu. Obecnie są tylko 3 ołtarze. Ołtarz główny barokowy z 1631 roku wykonany przez rzeźbiarza krakowskiego Mikołaja Przybysławczyka, a w nim obraz pochodzący z 1636 roku, przedstawiający scenę Ukrzyżowanie, u góry ołtarza znajduje się obraz Koronacja Matki Boskiej z XVII wieku. Dwa ołtarze boczne barokowe (w dużym stopniu zrekonstruowane w latach 1933–1934), południowy z poł. XVIII wieku z obrazem św. Anny Samotrzeciej (XVII wiek), północny z I poł. XVIII wieku z obrazem Matki Boskiej Łaskawej (1933 rok, sukienka z ok. 1700 roku). W kościele znajdują się gotyckie hermy, pełniące funkcję oprawy relikwii, pochodzą z XV wieku i przedstawiają św. Wojciecha, św. Jakuba, św. Helenę, św. Barbarę i piąty nieznanej świętej. Sprzęty liturgiczne z XV-XVIII wieku. Łuk tęczowy późnobarokowy z ok. 1718 roku, belka profilowana, krucyfiks dwustronny. Krucyfiksy z XV – XVIII wieku. Barokowe obrazy z XVII – XVIII wieku. Barokowa chrzcielnica w kształcie kielicha i kropielnica z XVII wieku. Stalle z XVIII i XIX wieku. Epitafia z XIX i XX wieku. Na uwagę zasługują obrazy Drogi Krzyżowej, wykonane w 1905 roku przez artystę Feliksa Nałęcz Cichockiego. Istotnym elementem wystroju prezbiterium są pochodzące z lat 30. XX wieku witraże, wykonane w słynnym krakowskim zakładzie S. G. Żeleńskiego. Zarówno witraże, jak i pokrywająca ściany całego kościoła polichromia z lat 1930–1933, są projektu tego samego artysty, prof. Jana Bukowskiego z Krakowa. Organy znajdujące się w kościele pochodzą z 1937 roku (z elementami z XVII wieku).

## Otoczenie
Przy kościele stoi dzwonnica z lat 1946–1948, murowana, wolnostojąca, na miejscu wcześniejszej drewnianej, zniszczonej w czasie II wojny światowej. Ogrodzenie kościelne z 1894 roku, w granicach cmentarza przykościelnego który został zlikwidowany pod koniec XVIII wieku. Obok kościoła stoi krzyż żelazny na kamiennym cokole z XIX wieku oraz figurka Matki Boskiej. Obecna plebania z 1902 roku na miejscu wcześniejszych, przebudowana w latach 60. XX wieku. W skład zespołu kościelnego wchodzi dom sióstr zakonnych.